# Jogos Regionais da 3.ª Região de 2018
Os Jogos Regionais da 3ª Região de 2018 foram realizados na cidade de São Carlos entre os dias 9 e 13 de julho, sagrando-se campeã a cidade de São Carlos na 1ª divisão.
Nessa 62ª edição dos Jogos Regionais, houve o comparecimento de 40 delegações com aproximadamente 8 mil atletas, para a disputa de 24 modalidades na 1ª e na 2ª divisões.

## 1ª Divisão
Classificação final
- 1º lugar,  São Carlos - 310 pontos
- 2º lugar,  Piracicaba - 298 pontos
- 3º lugar,  Bauru - 276 pontos